# Didymella cerastii
Didymella cerastii är en svampart som beskrevs av Gucevic 1967. Didymella cerastii ingår i släktet Didymella, ordningen Pleosporales, klassen Dothideomycetes, divisionen sporsäcksvampar och riket svampar.   Inga underarter finns listade i Catalogue of Life.